# Viktor von Lignitz
Friedrich Wilhelm Albrecht Viktor Lignitz, seit 1874 von Lignitz, (* 21. März 1841 in Küstrin; † 15. Oktober 1913 in Kassel) war ein preußischer General der Infanterie.

## Leben

### Herkunft
Er war der Sohn des späteren preußischen Generalmajors Wilhelm Lignitz (1793–1881) und dessen erster Ehefrau Luise Wilhelmine Cäcilie, geborene Klugmann (1821–1842).

### Militärkarriere
Lignitz erhielt seine Erziehung an den Kadettenanstalten in Bensberg und Berlin. Am 8. Mai 1858 wurde er als Sekondeleutnant dem 37. Infanterie-Regiment (5. Reserve-Regiment) der Preußischen Armee in Mainz überwiesen. Ab August 1860 fungierte er als Adjutant des III. Bataillons und absolvierte 1862/65 mit sehr gutem Erfolg die Kriegsakademie. Dort erlernte Lignitz auch die Russische Sprache, die er bald fließend beherrschte. Am 12. April 1866 avancierte er zum Premierleutnant und nahm im gleichen Jahr während des Krieges gegen Österreich an den Kämpfen bei Nachod, Skalitz, Schweinschädel, Gradlitz und Königgrätz teil. Für sein Wirken erhielt Lignitz den Roten Adlerorden IV. Klasse mit Schwertern.
Nach dem Friedensschluss kam er am 30. Oktober 1866 in das neu formierte Infanterie-Regiment Nr. 82 und wurde Mitte März 1867 zur Landesaufnahme kommandiert. Am 19. März 1869 folgte als Hauptmann seine Versetzung in den Großen Generalstab. Daran schloss sich ab dem 7. November 1869 eine Verwendung im Generalstab des IX. Armee-Korps an. In dieser Stellung nahm Lignitz 1870/71 am Krieg gegen Frankreich teil. In die Schlacht bei Mars-la-Tour griff er entscheidend ein, indem Lignitz auf eigene Verantwortung die vordersten Truppen des Korps auf das Schlachtfeld zur Unterstützung des rechten preußischen Flügels schickte. Dafür wurde ihm das Eiserne Kreuz II. Klasse verliehen. Lignitz wirkte ferner in den Kämpfen bei Gravelotte, Noisseville, Orléans und Le Mans sowie bei der Belagerung von Metz. Ausgezeichnet mit dem Eisernen Kreuz I. Klasse wurde er nach dem Frieden von Frankfurt auf Vorschlag von Prinz Friedrich Karl am 20. September 1874 durch Wilhelm I. in den erblichen preußischen Adelsstand erhoben.
Als Major wurde Lignitz am 11. Januar 1876 dem Generalstab der Armee aggregiert und zur Deutschen Botschaft in Sankt Petersburg kommandiert. Hier war er die folgenden neun Jahre als Militärattaché tätig und nahm mit Erlaubnis des Kaisers 1877/78 auf russischer Seite am Krieg gegen das Osmanische Reich teil. Obwohl nur als Beobachter vorgesehen, nahm Lignitz aktiv an den Kämpfen auf dem Balkan teil. Der russische Kaiser Alexander II. würdigte ihn durch die Verleihung des Ordens des Heiligen Georg IV. Klasse und des Ordens des Heiligen Wladimir IV. Klasse mit Schwertern. Außerdem bat der Kaiser den preußischen König um die Verleihung des Ordens Pour le Mérite, den Lignitz am 25. September 1877 erhielt. Nach Beendigung der Kampfhandlungen avancierte er im September 1881 zum Oberstleutnant und erhielt im Juni 1882 den Rang und die Gebührnisse als Abteilungschef. Anfang Juni 1885 wurde Lignitz aus Sankt Petersburg abberufen und für einen Monat zur Dienstleistung beim Kaiser Alexander Garde-Grenadier-Regiment Nr. 1 kommandiert. Unter Stellung à la suite beauftragte man ihn anschließend mit der Führung des 1. Magdeburgischen Infanterie-Regiments Nr. 26. Mit der Beförderung zum Oberst wurde Lignitz am 3. Dezember 1885 zum Regimentskommandeur ernannt. Daran schloss sich am 17. April 1888 seine Versetzung nach Kassel als Chef des Generalstabes des XI. Armee-Korps an. In dieser Eigenschaft erhielt Lignitz am 18. August 1888 den Rang und die Gebührnisse eines Brigadekommandeurs. Am 16. Februar 1889 wurde er Generalmajor, wobei Lignitz das Patent zu diesem Dienstgrad erst am 13. August 1889 verliehen bekam. Vom 20. September 1890 bis zum 8. Juni 1891 fungierte er als Kommandeur der 15. Infanterie-Brigade in Erfurt, wurde anschließend mit der Führung der 11. Division beauftragt und am 17. November 1891 unter Beförderung zum Generalleutnant zum Kommandeur dieses Großverbandes in Breslau ernannt. Anlässlich des Ordensfestes erhielt Lignitz im Januar 1895 den Kronenorden I. Klasse.
Am 6. Februar 1896 wurde Lignitz nach Berlin versetzt und mit der Führung des III. Armee-Korps beauftragt. Zugleich fungierte er ab dem 20. Februar 1896 auch als ständiges Mitglied der Landesverteidigungskommission. Am 18. April 1896 wurde Lignitz zum Kommandierenden General des Korps ernannt sowie am 1. September 1896 zum General der Infanterie befördert. Wenige Tage später war er für die Dauer des Besuches des russischen Kaisers in Danzig zu dessen Ehrendienst kommandiert und Nikolaus II. verlieh Lignitz den Alexander-Newski-Orden. Im Juni 1901 erhielt er noch die Brillanten zu dieser hohen Auszeichnung. Der preußische König Wilhelm II. würdigte Lignitz für seine Leistungen in den darauffolgenden Jahre mehrfach, indem er ihm am 15. Januar 1899 das Großkreuz des Roten Adlerordens mit Eichenlaub und Schwertern am Ringe verlieh und ihn am 12. September 1902 nach Beendigung der Kaisermanöver zum Ritter des Schwarzen Adlerordens schlug. Unter Ernennung zum Chef des Füsilier-Regiments „von Steinmetz“ (Westpreußisches) Nr. 37 wurde Lignitz am 20. Januar 1903 in Genehmigung seines Abschiedsgesuches mit der gesetzlichen Pension zur Disposition gestellt.
Nach seiner Verabschiedung lebte Lignitz in Kassel, betätigte sich als Autor von militärgeschichtlichen Werken und publizierte im Militär-Wochenblatt.

### Familie
Lignitz hatte sich am 28. Mai 1886 in Kittendorf mit Marie von Oertzen (1863–1887) verheiratet. Nach ihrem frühen Tod ehelichte er am 15. Mai 1889 in Kassel Milly Schönian (1868–1937). Sie war die Tochter eines Oberregierungsrates in Kassel. Aus der Ehe gingen der Sohn Julius Theodor Oskar Hugo (1890–1918), zuletzt Oberleutnant im 2. Garde-Regiment zu Fuß, und die Tochter Anna Emilie Frida Marietta (* 1893) hervor, die im November 1921 den Korvettenkapitän Wilhelm von Bomhard heiratete.
Bereits während seiner aktiven Dienstzeit hatte Lignitz seit September 1896 auf dem Obersalzberg Ländereien als Sommersitz erworben. Insgesamt umfasste der Besitz 4,4 Hektar. Teile davon verkaufte seine Witwe 1933 an Hitler und in den darauffolgenden Jahren an die NSDAP.

## Schriften
- Aus drei Kriegen. 1866, 1870/71, 1877/78. E.S. Mittler & Sohn, Berlin 1904.
- Scharnhorst. Behr Verlag, Berlin 1905.
- Zur Hygiene des Krieges. Nach den Erfahrungen der letzten grossen Kriege. E.S. Mittler & Sohn, Berlin 1905.
- Russland's innere Krisis. Verlag der Vossischen Buchhandlung, Berlin 1906.
- Deutschlands Interessen in Ostasien und die Gelbe Gefahr. Verlag des Vossischen Buchhandlung, Berlin 1907.
- Die Deutschen Kolonien. Verlag des Vossischen Buchhandlung, Berlin 1908.
- Produktion, Handel und Besiedelungsfähigkeit der deutschen Kolonien. Verlag des Vossischen Buchhandlung, Berlin 1908.
- Der Japanisch-Russische. Mit kriegsgeschichtlichen Vergleichen und Betrachtungen über den Krieg. 4 Bände, Verlag der Vossischen Buchhandlung, Berlin 1908–1911.
  - Die Vorereignisse und der Krieg bis zur Landung der II. japanischen Armee Anfang Mai 1904. Band I, Berlin 1908.
  - Der Krieg bis zur Schlacht bei Liaoyang. Band II, Berlin 1909.
  - Der gewaltsame Angriff auf Port-Arthur und die Schlachten bei Liaoyang und am Schiliho-Schaho. Band III, Berlin 1910.
  - Mukden, Port-Arthur und Tsushima. Band IV, Berlin 1911.
- Die nordamerikanische Grossmacht geschichtlich, kommerziell und politisch. Verlag des Vossischen Buchhandlung, Berlin 1909.